# Teté Delgado
María Teresa Delgado Criado, más conocida como Teté Delgado, (Ferrol, La Coruña, 28 de junio de 1965) es una actriz, cantante y presentadora de televisión española.

## Biografía
Nació en Ferrol (provincia de La Coruña) el 28 de junio de 1965 y su infancia transcurrió entre Porriño y Malpica, el pueblo de su padre. De pequeña quería ser científica, pero cuando se puso a estudiar Física y Química en el instituto, cambió de opinión. Comenzó, sin embargo, estudios de Psicología en Santiago de Compostela pero acabó abandonándolos para asistir y dar clases de bailes de salón. Fue vocalista del grupo musical «Teté y los Ciclones», que anteriormente se llamaba «Teté y los Supremos».
Ha realizado numerosos trabajos como actriz y presentadora tanto dentro como fuera de Galicia. También tiene experiencia en radio, con programas como O Miradoiro de la Radio Gallega y La Jungla de Cadena 100.
La popularidad le llegó con un papel en la serie El súper, emitida por Telecinco. Hacía de cajera, compañera y amiga de Julia, la protagonista (Natalia Millán). Desde entonces no ha parado de trabajar en televisión y, sobre todo, en teatro. Sus apariciones en cine han sido más limitadas, con papeles pequeños, aunque sí ha protagonizado varios cortos.
Colaboró como jurado en el programa de TVE ¡Mira quién baila! durante las siete ediciones (2005-2009) de la cadena pública, a excepción de la edición de Telecinco, que prescindieron de ella, siendo junto con Joana Subirana la miembro del jurado más veterana.
En 2005 interpreta en teatro Gorda, basada en un texto de Neil LaBute, una fábula sobre la importancia que damos a las apariencias y lo despreciable que es burlarse de los demás por no ajustarse a los cánones establecidos por la sociedad. Junto a Luis Merlo, Lidia Otón e Iñaki Miramón, la obra permaneció dos años en cartel.
Su siguiente proyecto fue la fallida Ellas y el sexo débil, serie protagonizada por Ana García Obregón durante el otoño de 2007 para Antena 3. Ese mismo año regresó con éxito al canal autonómico gallego, TVG, como presentadora del concurso musical Son de estrelas, que tuvo una buena acogida por parte del púbico.
Entre 2009 y 2011 protagoniza, junto a Pepe Viyuela y Asunción Balaguer, la versión teatral de El pisito, basada en el guion de Rafael Azcona.

## Filmografía

### Cine
| Año  | Título                                        | Personaje | Director                       | Notas            |
| ---- | --------------------------------------------- | --------- | ------------------------------ | ---------------- |
| 1993 | La matanza caníbal de los garrulos lisérgicos | La madre  | Antonio Blanco y Ricardo Llovo | Papel principal  |
| 2000 | Adiós con el corazón                          | Noelia    | José Luis García Sánchez       | Papel secundario |
| 2002 | La marcha verde                               | Lupe      | José Luis García Sánchez       | Papel secundario |
| 2002 | Lisístrata                                    | Mirrina   | Francesc Bellmunt              | Papel principal  |
| 2003 | Slam                                          | Camionera | Miguel Martí                   | Papel secundario |
| 2004 | Franky Banderas                               | Manoli    | José Luis García Sánchez       | Papel principal  |
| 2005 | La monja                                      | Cristy    | Luis de la Madrid              | Papel secundario |
| 2009 | Gordos                                        | Beatriz   | Daniel Sánchez Arévalo         | Papel secundario |

### Series de televisión
| Año       | Título                         | Personaje        | Notas                  |
| --------- | ------------------------------ | ---------------- | ---------------------- |
| 1990      | A Reoca                        | Señorita Teté    | 1 episodio             |
| 1991      | Unha de romanos                | Teté             | 1 episodio             |
| 1995-1996 | Pratos combinados              | Teté             | 7 episodios            |
| 1996-1999 | El súper                       | Mari Carmen      | 700 episodios          |
| 1997      | Todos los hombres sois iguales | Cajera           | 4 episodios            |
| 1999      | Un país maravilloso            | Teté             | 1 episodio             |
| 1999      | Petra Delicado                 | Margarita Torres | 1 episodio             |
| 2000      | El botones Sacarino            | Clotilde         | 1 episodio             |
| 2000      | Don Quijote                    | Hostess Inn      | Película de televisión |
| 2001-2003 | Paraíso                        | Berta            | 2 episodios            |
| 2003      | El pantano                     | Teté             | 1 episodio             |
| 2004      | A miña sogra e mais eu         | Nuria            | 26 episodios           |
| 2005      | El comisario                   | Patricia         | 1 episodio             |
| 2006      | Ellas y el sexo débil          | Loli             | 4 episodios            |
| 2011-2014 | Escoba!                        | Amparo           | 81 episodios           |
| 2013      | Familia                        | Susana           | 4 episodios            |
| 2016      | Urxencia Cero                  | Olaia            | 1 episodio             |

### Programas de televisión
| Año           | Título                           | Cadena    | Rol                        |
| ------------- | -------------------------------- | --------- | -------------------------- |
| 1992          | Na casa                          | TVG       | Presentadora               |
| 1993          | Café café                        | TVG       | Presentadora               |
| 1997          | Bis a vis                        | TVG       | Presentadora               |
| 1998          | Con luz propia                   | TVG       | Presentadora               |
| 1998          | La noche por delante             | Telecinco | Colaboradora               |
| 2002          | Me gustas tú                     | Telecinco | Presentadora               |
| 2004          | Un, dos, tres... a leer esta vez | TVE       | Colaboradora               |
| 2005-2009     | ¡Mira quién baila!               | TVE       | Jueza                      |
| 2006-2007     | Channel n.º4                     | Cuatro    | Colaboradora               |
| 2007-2008     | Son de estrelas                  | TVG       | Presentadora               |
| 2010          | La mañana de La 1                | TVE       | Colaboradora               |
| 2012          | O clan dos impostores            | TVG       | Concursante                |
| 2012          | Verbenalia                       | TVG       | Presentadora               |
| 2013          | Splash! Famosos al agua          | Antena 3  | Concursante                |
| 2013          | Tu cara me suena                 | Antena 3  | Invitada como Janis Joplin |
| 2015-presente | Los Gipsy Kings                  | Cuatro    | Narradora                  |
| 2018-2019     | Cuatro Weddings                  | Cuatro    | Narradora                  |
| 2021          | La hora de La 1                  | La 1      | Colaboradora               |
| 2021          | Un país para reírlo              | La 1      | Invitada                   |
| 2022          | Mi gran boda gipsy               | Cuatro    | Narradora                  |
| 2024-presente | TardeAR                          | Telecinco | Colaboradora               |

### Teatro
| Año       | Título                         | Personaje         | Notas            |
| --------- | ------------------------------ | ----------------- | ---------------- |
| 1990      | Yerma                          | María             | Papel principal  |
| 2000      | Una mujer sin importancia      | Lady Allonby      | Papel principal  |
| 2004      | Terapia a las seis             | Teté              | Papel principal  |
| 2005      | El roce de las alas            | Clienta           | Papel secundario |
| 2005-2008 | Gorda                          | Elena             | Papel principal  |
| 2007      | Lisístrata                     | Mirrina           | Papel principal  |
| 2009      | Los cuernos de don Friolera    | Doña Loreta       | Papel principal  |
| 2009-2011 | El pisito                      | Martina Rodríguez | Papel principal  |
| 2012      | Álvaro o la fuerza del vino    | Novia             | Papel principal  |
| 2012      | Galicia caníbal                | Teté              | Papel secundario |
| 2015-2016 | Sofocos plus                   | Teté Delgado      | Papel principal  |
| 2016-2017 | El intercambio                 | Eva               | Papel principal  |
| 2019      | Sé infiel y no mires con quién | Bea               | Papel principal  |

## Premios y nominaciones
- 2001
  - Premio en la III Mostra de Curtas Vila de Noia a la Mejor interpretación femenina por Atrapada en un blues.
- 2006
  - Nominación a los Fotogramas de Plata como Mejor actriz de teatro por Gorda.
- 2008
  - Nominación a los Premios Mestre Mateo como Mejor comunicadora de televisión por Son de estrelas 2.
- 2009
  - Nominación a los Premios Mestre Mateo como Mejor interpretación femenina de reparto por Gordos.
- 2010
  - Nominación a los Premios Mayte de Teatro de Cantabria por Los cuernos de don Friolera.[4]